# Mittelrheinpokal 2025/26
Der Mittelrheinpokal 2025/26 soll die 34. Austragung im Fußball-Mittelrheinpokal der Männer sein, der vom Fußball-Verband Mittelrhein veranstaltet wird. Der Wettbewerb wird nach einem Sponsor Bitburger-Pokal oder nach dem Verband FVM-Pokal genannt. Der Sieger qualifiziert sich für die erste Hauptrunde des DFB-Pokal 2026/27.

## Modus
Der Mittelrheinpokal wird im K.-o.-System ausgetragen. In jeder Runde gibt es ein Spiel. Wenn ein Spiel nach 90 Minuten unentschieden steht, wird das Spiel um zweimal 15 Minuten verlängert. Sollte danach immer noch keine Entscheidung gefallen sein, folgt ein Elfmeterschießen. Die jeweils klassentiefere Mannschaft hat bis einschließlich Halbfinale Heimrecht. Es werden erstmalig 64 Mannschaften am Mittelrheinpokal teilnehmen.

## Teilnehmende Mannschaften
Für den Mittelrheinpokal 2025/26 qualifizieren sich automatisch die Vereine aus dem Verbandsgebiet, die in der 3. Liga und Regionalliga West spielen, sowie alle Teilnehmer aus der Mittelrheinliga der Vorsaison und gegebenenfalls Absteiger aus der Regionalliga West der Vorsaison. Dazu kommen die vier erstplatzierten Mannschaften aus den Kreispokalwettbewerben der Kreise Köln, Bonn, Sieg, Berg, Euskirchen, Rhein-Erft, Aachen, Düren und Heinsberg. Die übrigen Plätze werden an die am besten platzierten Mannschaften der Fairplay-Wertung aus der Vorsaison vergeben, sofern sich diese nicht bereits anderweitig für den Wettbewerb qualifiziert haben.
| Mittelrheinische Mannschaften der 3. Liga 2025/26 | Mittelrheinische Mannschaften der 3. Liga 2025/26 | Mittelrheinische Mannschaften der Regionalliga West 2025/26 und ggf. Absteiger A aus 2024/25 II | Mittelrheinische Mannschaften der Regionalliga West 2025/26 und ggf. Absteiger A aus 2024/25 II | Mittelrheinische Mannschaften der Regionalliga West 2025/26 und ggf. Absteiger A aus 2024/25 II |
| Alemannia Aachen Viktoria Köln | Alemannia Aachen Viktoria Köln                    | Bonner SC 1. FC Düren A SV Eintracht Hohkeppel A SC Fortuna Köln                                | Bonner SC 1. FC Düren A SV Eintracht Hohkeppel A SC Fortuna Köln                                | Bonner SC 1. FC Düren A SV Eintracht Hohkeppel A SC Fortuna Köln                                |
| Mannschaften der Mittelrheinliga 2024/25 II |                                                   |                                                                                                 |                                                                                                 |                                                                                                 |
| SV Bergisch Gladbach 09 FV Bonn-Endenich SpVg Frechen 20 FC Hennef 05 FC Hürth TuS Königsdorf SSV Merten FC Pesch SpVg Porz Union Schafhausen Siegburger SV 04 VfL 08 Vichttal FC Wegberg-Beeck FC Teutonia Weiden |                                                   |                                                                                                 |                                                                                                 |                                                                                                 |
| Teilnehmer aus den Kreispokalwettbewerben |                                                   |                                                                                                 |                                                                                                 |                                                                                                 |
| Kreis | Sieger                                            | Zweiter                                                                                         | Halbfinalist                                                                                    | Halbfinalist                                                                                    |
| Aachen | SV 1914 Eilendorf (LL)                            | Eintracht Verlautenheide (LL)                                                                   | Kohlscheider BC (BL)                                                                            | DJK Rasensport Brand (LL)                                                                       |
| Berg | FV Wiehl (LL)                                     | SV Schönenbach (BL)                                                                             | TV Hoffnungsthal (BL)                                                                           | SSV Jan Wellem 05 (BL)                                                                          |
| Bonn | SSV Bornheim (LL)                                 | SV Vorgebirge (BL)                                                                              | Rot-Weiß Merl (KLA)                                                                             | TuS Roisdorf (KLB)                                                                              |
| Düren | Sportfreunde Düren (LL)                           | SV Kurdistan Düren (LL)                                                                         | Viktoria Arnoldsweiler (LL)                                                                     | FC Germania Lich-Steinstraß (LL)                                                                |
| Euskirchen | SG Flamersheim / Kirchheim (KLA)                  | SV Rhenania Bessenich (BL)                                                                      | SV Schöneseiffen 1950 (KLA)                                                                     | SC Germania Erftstadt-Lechenich (LL)                                                            |
| Heinsberg | SV Niersquelle Kuckum (KLA)                       | FC Dynamo Erkelenz (KLA)                                                                        | Germania Teveren (LL)                                                                           | SV Scherpenseel-Grotenrath (KLB)                                                                |
| Köln | SV Deutz 05 (LL)                                  | SC Blau-Weiß 06 Köln (BL)                                                                       | FC Germania Zündorf (BL)                                                                        | SC Borussia Lindenthal-Hohenlind (LL)                                                           |
| Rhein-Erft | Hilal-Maroc Bergheim (BL)                         | BC Viktoria Glesch-Paffendorf (LL)                                                              | FC Rheinsüd Köln (BL)                                                                           | VfR Bachem (KLB)                                                                                |
| Sieg | FSV Neunkirchen-Seelscheid (LL)                   | SC Uckerath (BL)                                                                                | Wahlscheider SV (BL)                                                                            | TuS Herchen (KLB)                                                                               |
| Teilnahme durch Wertung im WestLotto-Fair-Play-Pokal |                                                   |                                                                                                 |                                                                                                 |                                                                                                 |
| SC 08 Elsdorf (BZL), SV Schlebusch (LL), SV Nierfeld (BL), SV Bergfried Leverkusen (BZL), SC Fortuna Bonn (LL), TV Konzen (BZL), SC 09 Erkelenz (LL), SC Fliesteden (LL)                                           |                                                   |                                                                                                 |                                                                                                 |                                                                                                 |

## 1. Runde
Die Auslosung fand am 4. Juli statt und wurde vom FVM live auf Facebook gestreamt. Die Partien werden voraussichtlich zwischen dem 13. und 24. August ausgetragen.
| Datum                 |                                  | Ergebnis |                                       |
| --------------------- | -------------------------------- | -------- | ------------------------------------- |
| 13.08.2025, 19:30 Uhr | SV Rhenania Bessenich (BL)       | 2:4      | Bonner SC (RL)                        |
| 17.08.2025, 15:00 Uhr | 1. FC Düren (MRL)                | -:-      | Alemannia Aachen (3L)                 |
| 20.08.2025, 19:00 Uhr | Germania Teveren (LL)            | -:-      | Viktoria Köln (3L)                    |
| 20.08.2025, 19:00 Uhr | SV Bergisch Gladbach 09 (MRL)    | -:-      | SC Fortuna Köln (RL)                  |
| 22.08.2025, 20:00 Uhr | SC Uckerath (BL)                 | -:-      | TuS Königsdorf (MRL)                  |
| 23.08.2025, 15:00 Uhr | SG Flamersheim / Kirchheim (KLA) | -:-      | FC Wegberg-Beeck (MRL)                |
| 23.08.2025, 17:00 Uhr | TuS Herchen (KLB)                | -:-      | SC Fliesteden (LL)                    |
| 24.08.2025, 13:30 Uhr | SV Niersquelle Kuckum (BL)       | -:-      | FC Pesch (MRL)                        |
| 24.08.2025, 15:00 Uhr | SV Schönenbach (BL)              | -:-      | SSV Merten (MRL)                      |
| 24.08.2025, 15:00 Uhr | VfR Bachem (KLB)                 | -:-      | FC Germania Lich-Steinstraß (LL)      |
| 24.08.2025, 15:00 Uhr | FC Teutonia Weiden (MRL)         | -:-      | Sportfreunde Düren (MRL)              |
| 24.08.2025, 15:00 Uhr | SV Bergfried Leverkusen (BL)     | -:-      | SpVg Porz (MRL)                       |
| 24.08.2025, 15:00 Uhr | FV Bonn-Endenich (LL)            | -:-      | Viktoria Arnoldsweiler (LL)           |
| 24.08.2025, 15:00 Uhr | TV Konzen (BL)                   | -:-      | DJK Rasensport Brand (LL)             |
| 24.08.2025, 15:00 Uhr | FC Dynamo Erkelenz (KLA)         | -:-      | SC Borussia Lindenthal-Hohenlind (LL) |
| 24.08.2025, 15:00 Uhr | FC Germania Zündorf (BL)         | -:-      | SV 1914 Eilendorf (LL)                |
| 24.08.2025, 15:00 Uhr | SV Deutz 05 (BL)                 | -:-      | SV Eintracht Hohkeppel (MRL)          |
| 24.08.2025, 15:00 Uhr | TuS Roisdorf (KLB)               | -:-      | SV Kurdistan Düren (LL)               |
| 24.08.2025, 15:00 Uhr | SV Nierfeld (KLA)                | -:-      | SSV Bornheim (MRL)                    |
| 24.08.2025, 15:00 Uhr | SC 08 Elsdorf (BZL)              | -:-      | SC Germania Erftstadt-Lechenich (BL)  |
| 24.08.2025, 15:00 Uhr | FC Hürth (LL)                    | -:-      | BC Viktoria Glesch-Paffendorf (LL)    |
| 24.08.2025, 15:00 Uhr | FC Rheinsüd Köln (BL)            | -:-      | SC Blau-Weiß 06 Köln (LL)             |
| 24.08.2025, 15:00 Uhr | Hilal-Maroc Bergheim (BL)        | -:-      | Union Schafhausen (LL)                |
| 24.08.2025, 15:00 Uhr | SC 09 Erkelenz (BL)              | -:-      | FC Hennef 05 (MRL)                    |
| 24.08.2025, 15:00 Uhr | SV Scherpenseel-Grotenrath (KLA) | -:-      | FV Wiehl (LL)                         |
| 24.08.2025, 15:00 Uhr | Wahlscheider SV (BL)             | -:-      | Eintracht Verlautenheide (LL)         |
| 24.08.2025, 15:00 Uhr | Rot-Weiß Merl (BL)               | -:-      | FSV Neunkirchen-Seelscheid (LL)       |
| 24.08.2025, 15:00 Uhr | SC Fortuna Bonn (LL)             | -:-      | SV Schlebusch (LL)                    |
| 24.08.2025, 15:15 Uhr | SV Schöneseiffen 1950 (KLA)      | -:-      | SSV Jan Wellem 05 (BL)                |
| 24.08.2025, 15:15 Uhr | TV Hoffnungsthal (BL)            | -:-      | SpVg Frechen 20 (MRL)                 |
| 24.08.2025, 15:30 Uhr | Kohlscheider BC (BL)             | -:-      | VfL 08 Vichttal (MRL)                 |
| Nichtantritt Heim VGB | SV Vorgebirge (BL)               | -:-      | Siegburger SV 04 (MRL)                |